# Les Quatres Cases Vallès
Les Quatres Cases Vallès és un conjunt de Santa Bàrbara (Montsià) que forma part de l'Inventari del Patrimoni Arquitectònic de Catalunya.

## Descripció
Conjunt de 4 cases al llarg de 12 m de façana i 15–16 m de profunditat. Són totes de planta baixa i dos pisos i estan fetes de maçoneria ordinària, arrebossada i cobertes a dues vessants, amb el carener paral·lel a les façanes principals. Destaquen els balcons de la núm. 5, el balcó corregut del primer pis de la núm. 7 (1909) i les golfes obertes en arcs de mig punt del núm. 11. Les quatre cases tenen una cornisa contínua igual.
Tres dels edificis posseïen molins de giny (núm. 5, 9 i 11).

## Història
Aquests edificis es realitzaren quan els habitants del Mas de Vallés es traslladaren al poble, a principis del segle xix (1822), fundant una casa cada un dels 4 germans.
Al núm. 11 es conserva una inscripció en pedra provinent de la llar de campana amb la data de 1822.